# دیو دوگلاس
دیو دوگلاس (انگلیسی: Dave Douglas (golfer)؛ ۱ ژانویهٔ ۱۹۱۸ – ۱۶ نوامبر ۱۹۷۸) یک گلف‌باز بود.